# All (album d'AAA)
Pour les articles homonymes, voir All.
Albums de AAA
Attack
(2006) Around
(2007)
Singles
All est le 2ealbum du groupe AAA, sorti sous le label Avex Trax le 1er janvier 2007 au Japon. Il atteint la 24e place du classement de l'Oricon. Il se vend à 24 771 exemplaires la première semaine et reste classé pendant 7 semaines, pour un total de 32 825 exemplaires vendus. Il sort en format CD et CD+DVD.

## Liste des titres
| 1.  | Hallelujah (ハレルヤ)                                                                  | Naho                                      | H-Wonder                                  | 4:02 |
| 2.  | Hurricane Riri, Boston Mari (Original Long version) (ハリケーン・リリ, ボストン・マリ) | Mashima Masatoshi                         | Mashima Masatoshi                         | 6:20 |
| 3.  | Let it beat!                                                                           | Tanabe Chisa                              | Watanabe Miki                             | 4:45 |
| 4.  | Samurai heart -Samurai Tamashii- (Samurai heart -侍魂-)                                | Sasaki Osamu                              | Ikoman, Vrij                              | 4:04 |
| 5.  | Chewing Gum (チューインガム)                                                           | Ataru Nakamura                            | Ataru Nakamura                            | 5:11 |
| 6.  | Soul Edge Boy (ソウルエッジボーイ)                                                     | Sasaki Osamu                              | Katsuki Ônishi                            | 3:57 |
| 7.  | Kimono Jet Girl (キモノジェットガール)                                                 | 21st Century Stars (ROLLY Star KATO Star) | 21st Century Stars (ROLLY Star KATO Star) | 3:03 |
| 8.  | "Q"                                                                                    | m.c.A・T                                  | Ueno Keichi                               | 4:15 |
| 9.  | Champagne Gold                                                                         | Inoue Mao                                 | Sin                                       | 5:00 |
| 10. | Winter lander!!                                                                        | Jam                                       | Miki Watanabe                             | 4:16 |
| 11. | Shalala Kibou no Uta (Shalala キボウの歌)                                              | Ira Ishida                                | Naruse Hideki                             | 4:10 |
| 12. | Us                                                                                     | Jam                                       | Naruya Ihashi                             | 3:55 |
| 13. | Mikansei (ミカンセイ)                                                                  | Naho                                      | H-Wonder                                  | 5:01 |

| 1. | Mikansei (ミカンセイ)                                                                  |  |
| 2. | Hurricane Riri, Boston Mari (Original Long version) (ハリケーン・リリ, ボストン・マリ) |  |
| 3. | Mikansei (Off Shot Movie) (ミカンセイ First press bonus video)                         |  |